# هنتر ماغواير
هنتر ماغواير (بالإنجليزية: Hunter McGuire)‏ هو طبيب عسكري أمريكي، ولد في 11 أكتوبر 1835، وتوفي في 19 سبتمبر 1900 بسبب ذات الرئة.